# Districtul Waldeck-Frankenberg
Districtul Waldeck-Frankenberg este un district rural (Landkreis) din landul Hessa, Germania. 
1. 1 2 3  GeoNames